# Mohamad Ahansal
Mohamad Ahansal (* 1. Januar 1973 in Zagora, Süd-Marokko) ist ein marokkanischer Langstreckenläufer und fünffacher Marathon-des-Sables-Sieger. Sein älterer Bruder Lahcen Ahansal (* 1971) gewann sogar zehnmal (1997 und 1999 bis 2007).
1998 gewann er den 137 Meilen (220 km) langen Marathon des Sables in der Rekordzeit von 16:22:29 Stunden, der derzeitige Guinness-Weltrekord für die schnellste Wüstendurchquerung.
2008 gewann er den Marathon des Sables erneut. Diesmal, mit 245,3 km der längste MDS in der Geschichte, in 19:27:46 Stunden.
Im Jahre 2009 machte er das Double und gewann den 24. Marathon des Sables. Hierbei war mit 91 km die längste Einzeletappe aller Zeiten, die er in 8:08:22 Stunden gewann.
Im Jahre 2010 vervollständigte er den Hattrick und holte sich den dritten Sieg in Folge.
Ahansal lebte in Ingolstadt und startete für den MTV Ingolstadt. Anfang 2011 kehrte er wieder in seine marokkanische Heimat zurück.